# Maglaxians
Maglaxians je česká plošinová hra z roku 1985. Je určena pro ZX Spectrum. Vytvořil ji Miroslav Fídler (Cybexlab Software), kterému bylo v té době zhruba 15 let. Jednalo se o jednu z jeho prvních her. Hra je považována za předělávku zahraničního titulu Manic Miner, autor sám ji však označil za variaci na Jet Set Willy, která je ale pokračováním zmíněné hry. Maglaxians je však vizuálně velmi podobný právě Manic Minerovi.
Hra obsahuje 128 levelů. Každý z nich je samostatnou obrazovkou. Cílem je získat určitý počet blikajících předmětů. Tento úkol znesnadňují nepřátelé, kterým se hráč musí vyhnout. Kromě klasických plošinovek zde jsou i jezdící pásy. V posledním levelu se nachází raketa, která dopraví hlavní postavu na rodnou planetu. Oproti Manic Minerovi došlo k několika změnám. Maglaxians má například jednodušší levely, ale obsahuje jich více (Manic Miner měl 20 levelů a Jest Set Willy 60). Hráči navíc neublíží pád z větších výšek.